# 미스김의 미스터리
《미스김의 미스터리》는 2018년 10월 12일에 방영한 《KBS 드라마 스페셜 2018》 시리즌 중 다섯 번째 작품이다.

## 줄거리
열혈 인턴 사원 이기준은 빛나그룹의 정직원이 되기 위해 고군분투 중이다. 그러던 중 미스터리한 업무지원팀 계약직 미스김을 알게 되고, 산업스파이를 잡으라는 팀장의 지시하에 그녀를 감시하기 시작한다.

## 등장 인물

### 주요 인물
- 김다솜 : 미스김 역

가명 김미경. 빛나그룹 스포츠사업부 업무지원팀에 낙하산 계약직으로 들어온 존재감 제로인 사람이다. 하지만 언뜻 보여 지는 타고난 총명함과 기억력, 그리고 눈치백단의 센스까지 갖추었다. 또한 불쑥 드러나는 터프한 반사 신경과 늘 주변을 살피는 듯한 모습까지 이상한 게 한둘이 아니다.
- 권혁수 : 미스터리 역

본명 이기준. 빛나그룹 제품개발팀 인턴사원. 궁금한 것은 못 참는 성격에, 참견하기 좋아하는 오지랖이 많은 남자다. 오로지 정직원이 목표인 열정 가득한 그에게 산업스파이로 의심되는 미스김의 감시가 맡겨진다.

### 그 외 인물
- 김진우 : 최성민 역

빛나그룹 스포츠사업부 제품개발팀장. 히트상품 제조기로 업계 스카우트 대상 1위에다가, 자기 관리에 철저하여 절대 그 속을 드러내는 법이 없지만, 부드러운 매너를 잘 지키는 남자다.
- 이채은 : 유은혜 역

기술개발연구실 연구원. 사건의 중요한 키를 쥐고 있다.
- 박철민 : 나영도 역

이혼남. 영업팀 팀장. 취권영업신화를 만들어낸 마초적인 남자다.
- 문태유 : 장우영 역

제품개발팀 대리. 회장 딸과 결혼하는 게 꿈인 뺀질한 남자다.
- 허동원 : 봉득구 역

국정원 산업기밀보호센터 수사팀장.

## 시청률
- 전국 시청률 : 2.6%[1]